# كاتدرائية آخن

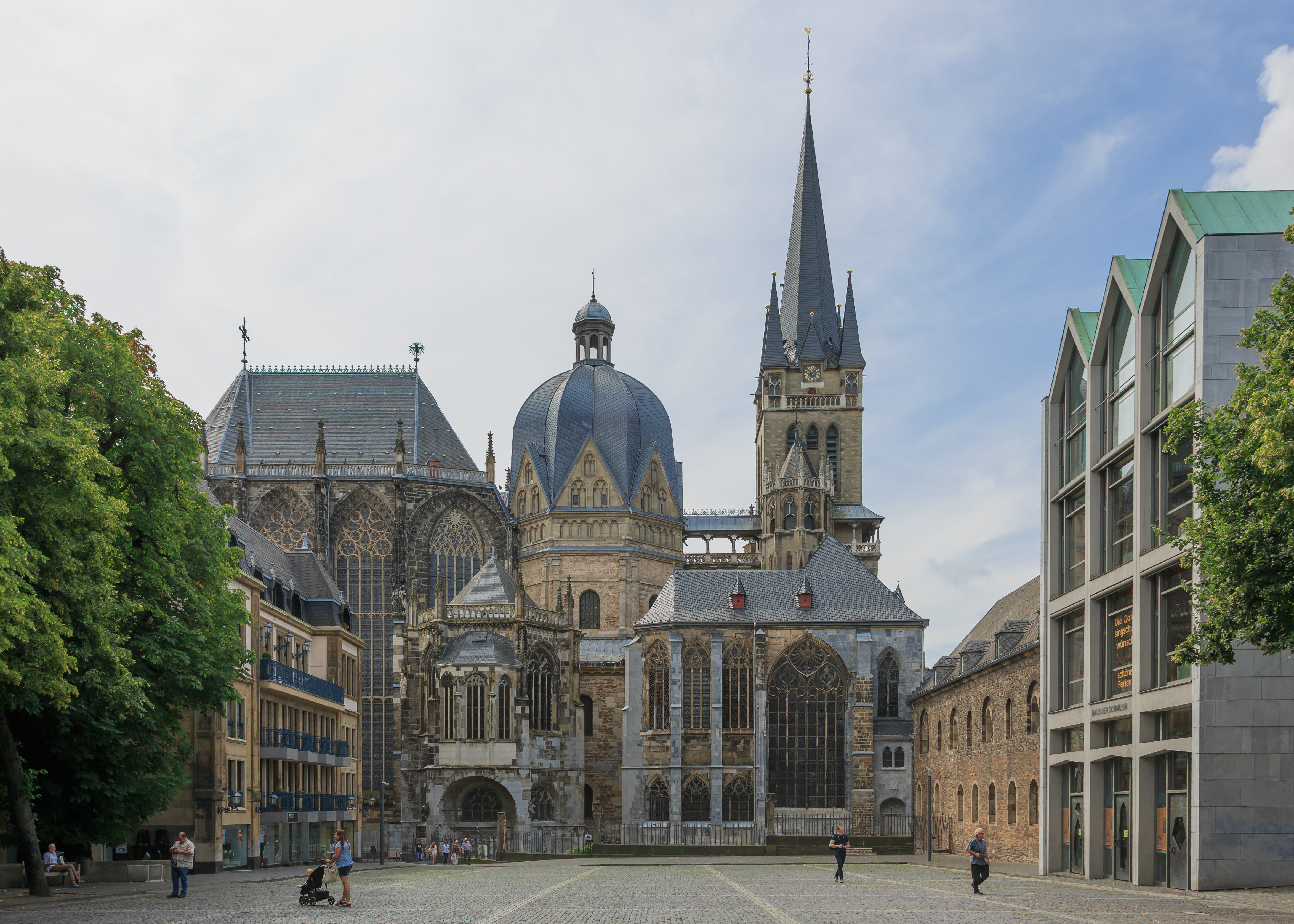
كاتدرائية آخن

كاتدرائية آخن  (بالألمانية: Aachener Dom أو Kaiserdom أي ""كاتدرائية الإمبراطور") هي كنيسة رومانية كاثوليكية في آخن، ألمانيا. الكنيسة هي أقدم كاتدرائية في شمال أوروبا، وكانت تعرف باسم "الكنيسة الملكية للقديسة ماري في آخن" خلال العصور الوسطى. كانت كنيسة آخن هي كنيسة التتويج ل 30 من ملوك ألمانيا منهم 12 ملكة ألمانية لمدة 600 عام من العام 936 حتى 1531، الكنيسة هي مقر الأسقفية في أبرشية آخن.

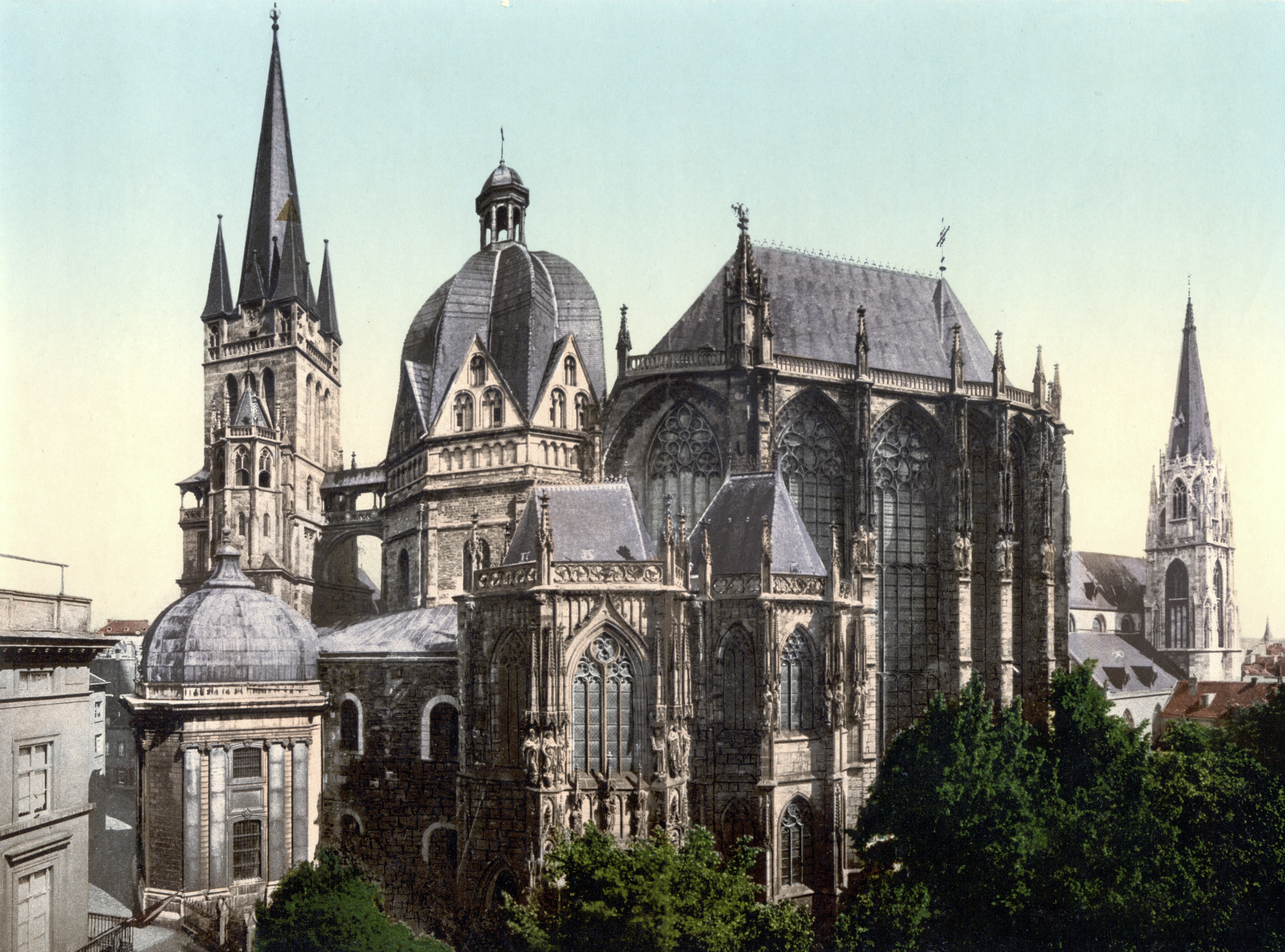
كاتدرائية آخن في 1900

## البناء

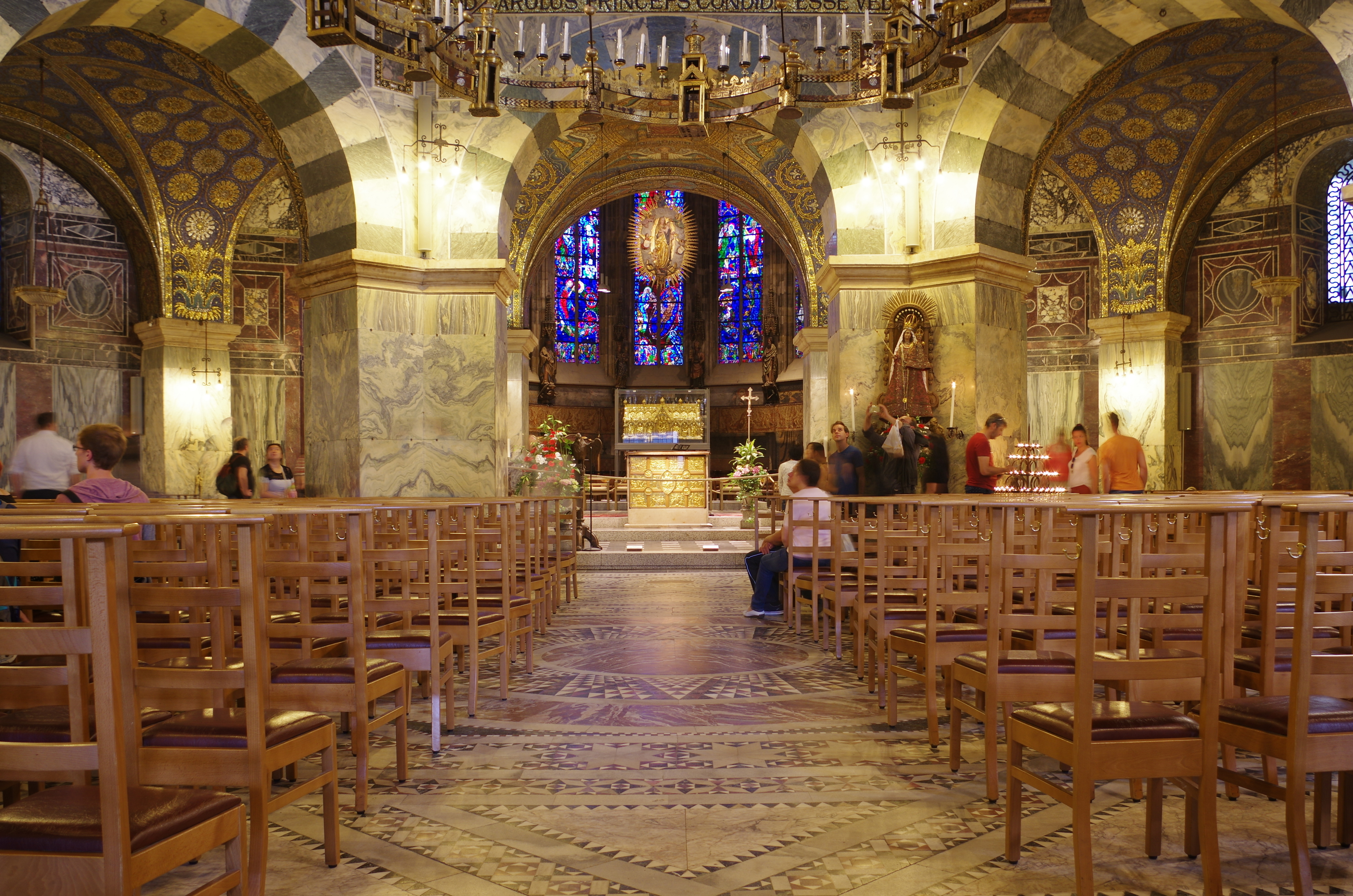
الكنيسة من الداخل

هي إحدى أشهر الصروح المعمارية والدينية المهيبة في ألمانيا وتتمتع بقدرة عالية على جذب أكبر نسبة من السياح. بدأ تشارلز الكبير (شارلمان) بناء الكنيسة في العام 792، إلى جنب ما تبقى من هياكل القصر.
تم التشييد عام 805 من قبل البابا ليون الثالث على شرف مريم العذراء. وتم التجديد وترميم البناء على نطاق واسع في القرن العاشر وكذلك في عام 1881.
ومن أجل الحفاظ على تدفق هائل من الحجاج في الفترة القوطية، بنيت قاعة جوقة جزء كابيلا الزجاجية (زجاج مصلى) الذي كرس في الذكرى 600 لوفاة شارلمان. كما شيدت قبة، وعدد آخر من المصليات في برج الكنيسة في فترات لاحقة. في عام 1978، كانت الكاتدرائية واحدة من أول 12 موقع للدخول إلى قائمة اليونسكو لمواقع التراث العالمي، الأولى في ألمانيا والثالثة بين المواقع التاريخية الأوروبية.

## خزينة الكاتدرائية
تعرض خزينة كاتدرائية آخن بعضاً من الروائع المقدسة في الفترة الكلاسيكية، من بين المعروضات الفريدة هناك صليب وثير، وتمثال نصفي لشارلمان وتابوت برسفون. وتعتبر خزينة كاتدرائية آخن واحدة من أهم خزينات ال دراسات كنسية في أوروبا الشمالية.

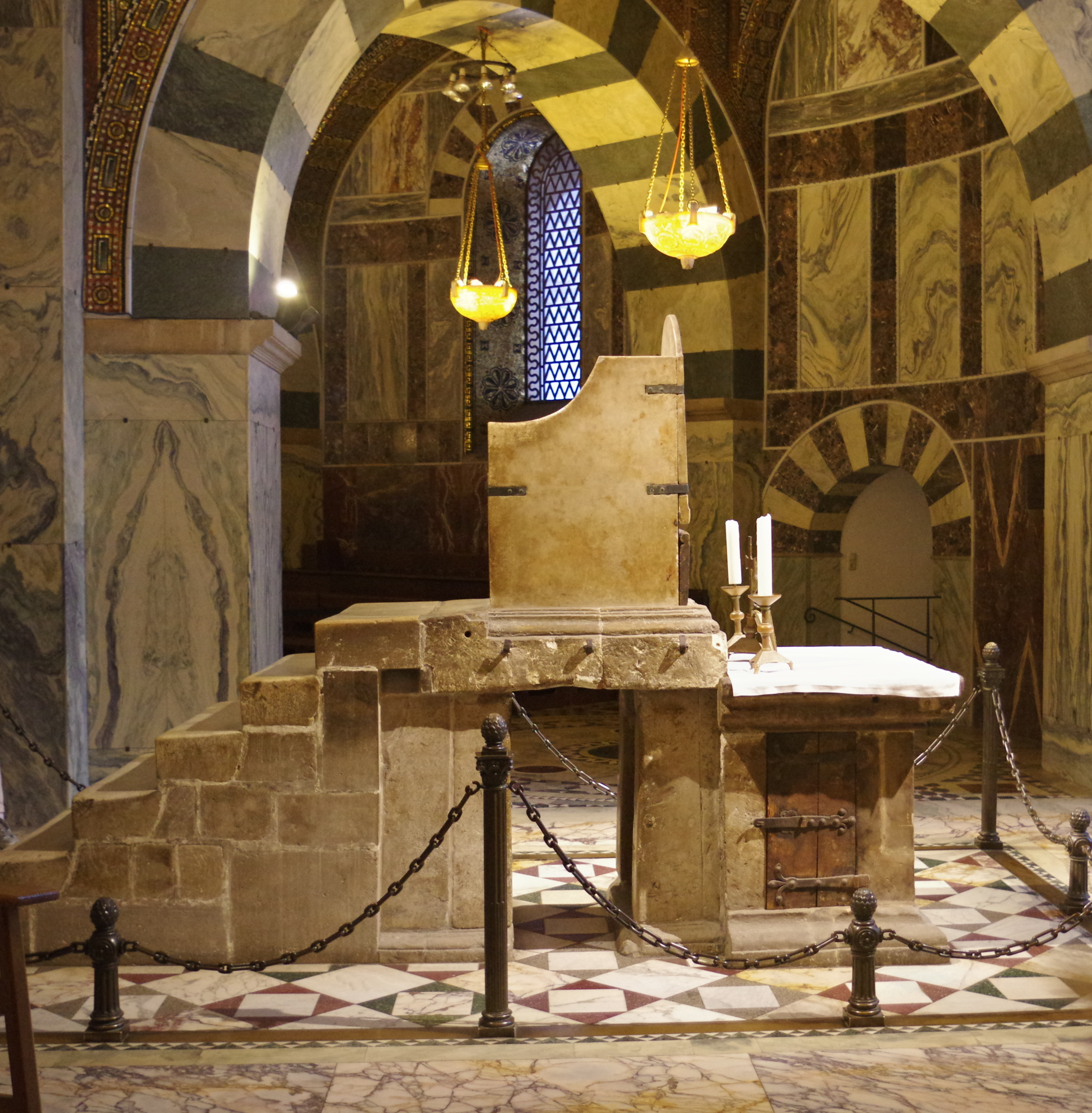
كرسي العرش في كاتدرائية آخن

## ضريح شارلمان

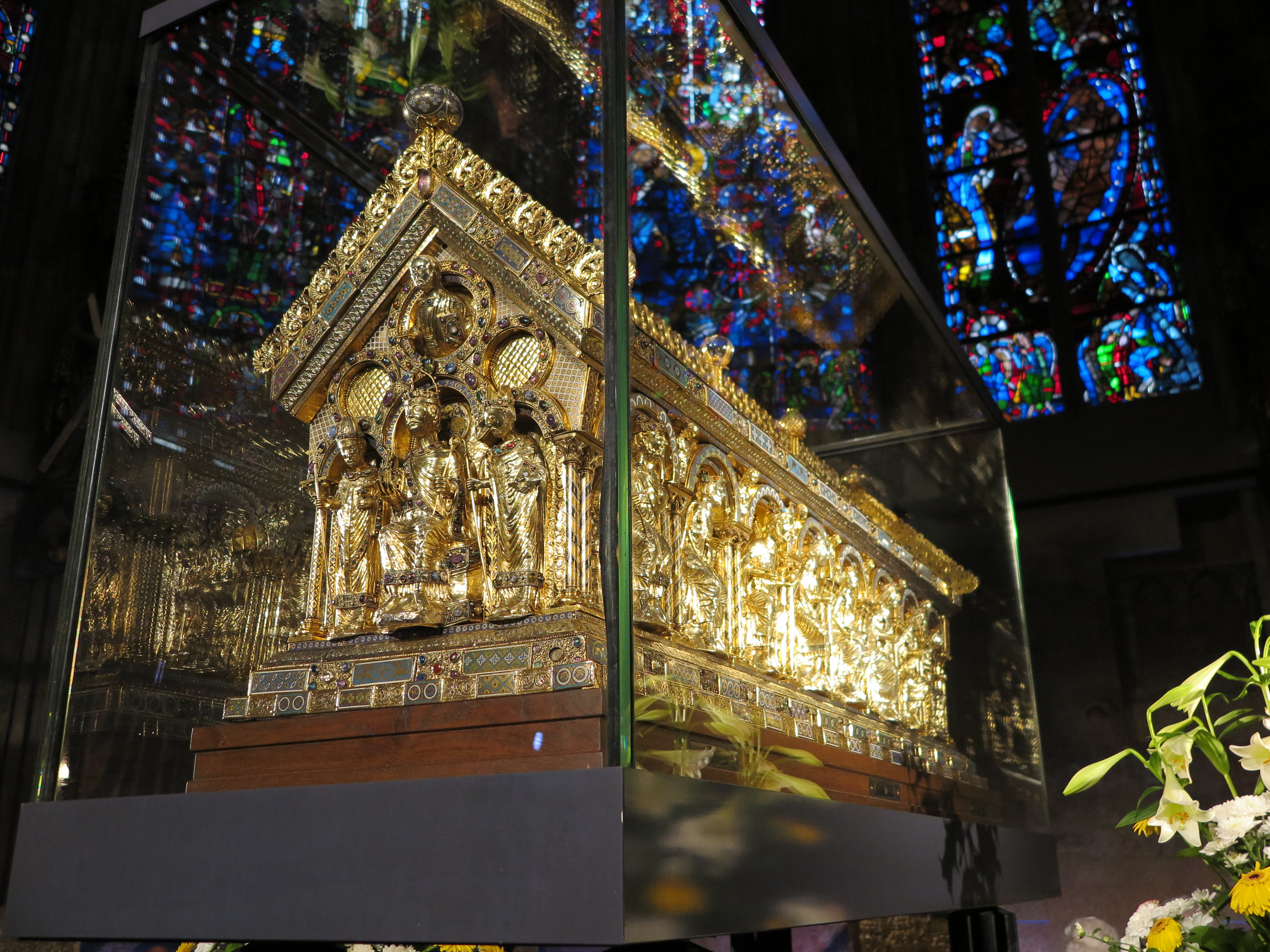
ضريح شارلمان

عندما توفي شارلمان عام 814، وضعت رفاته في قبو في الكاتدرائية.
في العام 1000، قام امبراطور الإمبراطورية الرومانية المقدسة أوتو الثالث بفتح قبو شارلمان. وقد تم توثيق تلك اللحظة «ذهبنا إلى شارلمان ولم يكن مستلقياً كما الأموات، بل كان يبدو كما لو كان جالساً متوجاً بتاجه الذهبي وفي يديه الصولجان»

## ضريح مريم العذراء
يقال أن ضريح القديسة مريم يقع في جوقة الكنيسة في تاريخ 1220-1239. مزين برموز المسيح، مريم، شارلمان، البابا ليون الثالث والرسل الإثني عشر، كما ويحتوي الضريح على أربعة آثار عظيمة: عباءة سانت ماري، ملابس التقميط المسيح، القماش القديس يوحنا المعمدان وقطع رؤوس مئزر المسيح. بدأ منذ العام 1349 تخصيص فتح الضريح كل سبع سنوات حيث تعرض الآثار على شاشة عرض أثناء الحج الأكبر في آخن. آخر حج كان في شهر يونيو 2007.

## معرض صور

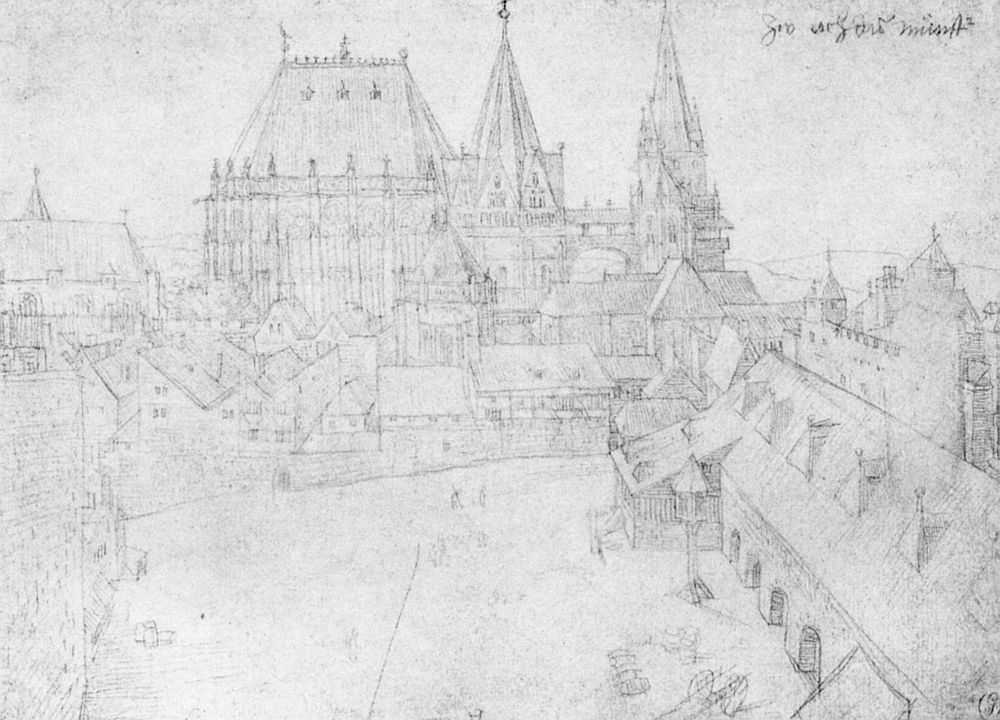
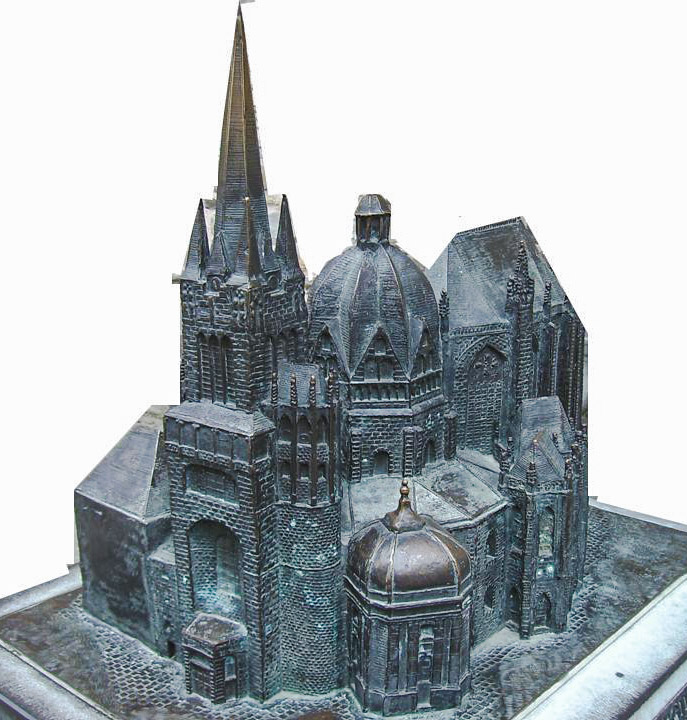
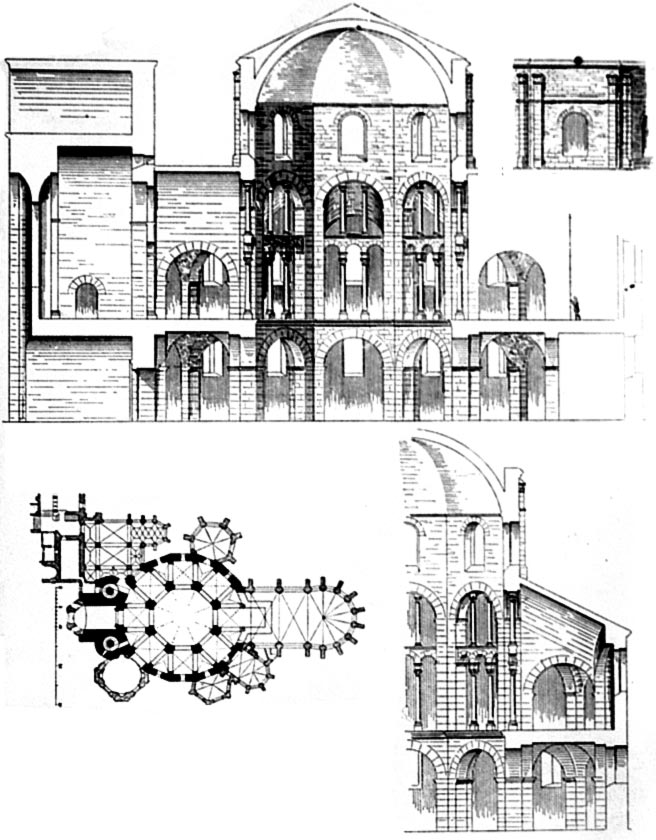